# Hohenthann (Tuntenhausen)
Hohenthann ist ein Ortsteil der Gemeinde Tuntenhausen im oberbayerischen Landkreis Rosenheim. Das Kirchdorf liegt nordwestlich des Kernortes Tuntenhausen an der Staatsstraße 2089. Östlich des Ortes fließt die Moosach.

## Geschichte
Die ehemals eigenständige Gemeinde Hohenthann wurde 1978 vollständig nach Tuntenhausen eingemeindet. Sie bestand aus den 18 Gemeindeteilen Antersberg, Bach, Biberg, Bolkam, Guperding, Höglhaus, Hopfen, Mailing, Nordhof, Oed, Schönau, Sindlhausen, Söhl, Stetten, Thal, Voglried und Weng und hatte am 27. Mai 1970 1170 Einwohner.

## Sehenswürdigkeiten
In der Liste der Baudenkmäler in Tuntenhausen sind für Hohenthann vier Baudenkmäler aufgeführt:
- Die im Kern spätgotische katholische Filialkirche St. Johannes Evangelist ist ein Saalbau aus Tuffstein mit leicht eingezogenem und achsenverschobenem Chor. Der nördliche Turm, der im Jahr 1898 erhöht wurde, trägt einen Spitzhelm. Der Chor aus dem Jahr 1480 wurde in den Jahren 1624/65 barock umgestaltet. Der von einer hohen Einfriedungsmauer umgebene Friedhof stammt wohl aus dem 17./18. Jahrhundert.
- Das Bauernhaus (Schloßstraße 4) ist ein zweigeschossiger Flachsatteldachbau mit barocken Balkenköpfen und Aufzugsbalken in Drachenkopfform. Es wurde in der 1. Hälfte des 19. Jahrhunderts erbaut.
- Der Einfirsthof (Schloßstraße 7) ist ein zweieinhalbgeschossiger Putzbau mit Flachsatteldach, Segmentbogenfenstern, Hausfigur und Eisenbalkon. Er wurde Ende des 19. Jahrhunderts erbaut.
- Das ehemalige Bauernhaus (Thaler Weg 13), ein zweigeschossiger Blockbau mit Giebelschrot und Flachsatteldach, stammt wohl aus dem Anfang des 19. Jahrhunderts. Es wurde 1981 aus Neugertsham (Landkreis Passau) an seinen jetzigen Standort versetzt.

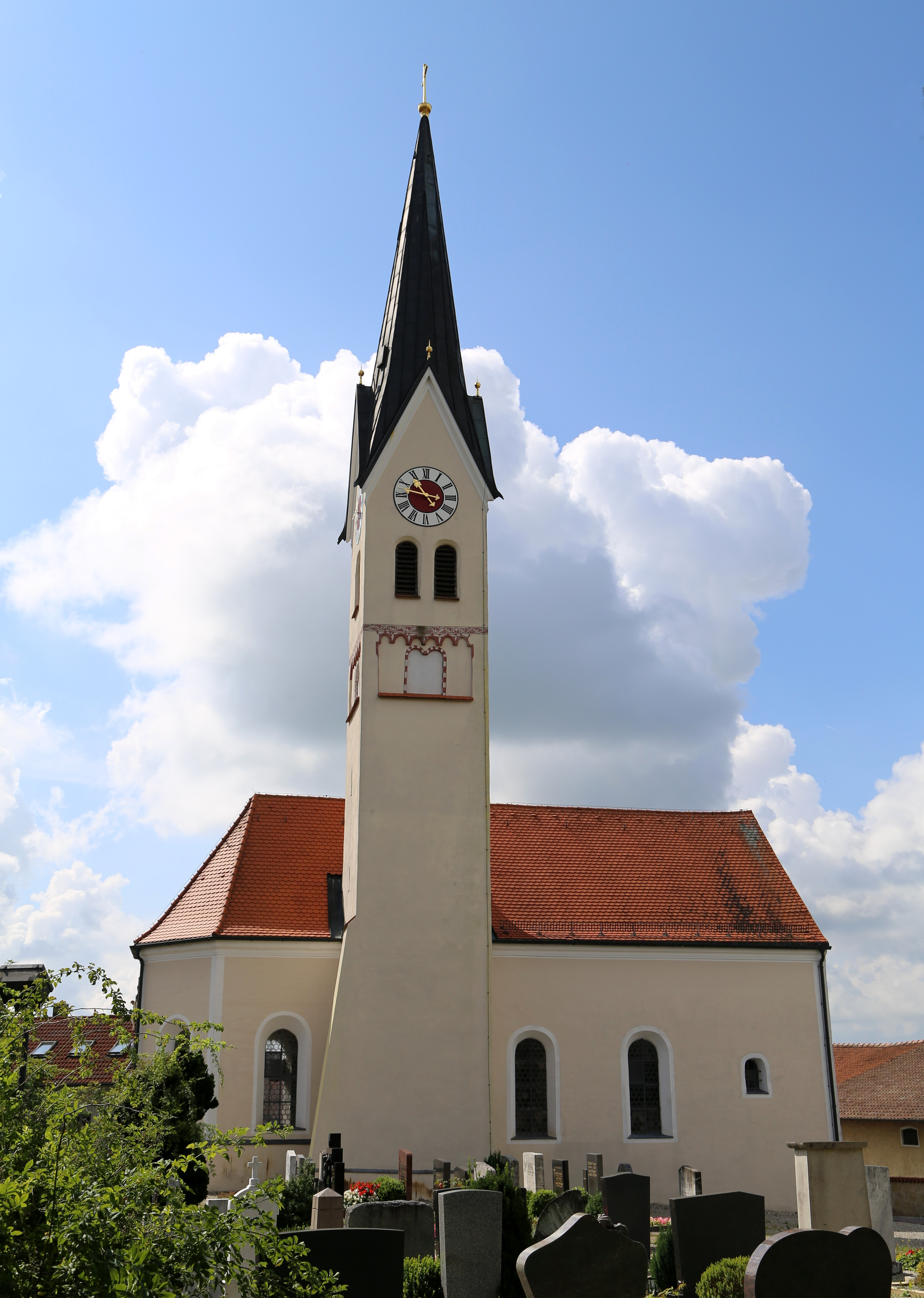
Filialkirche St. Johannes Evangelist
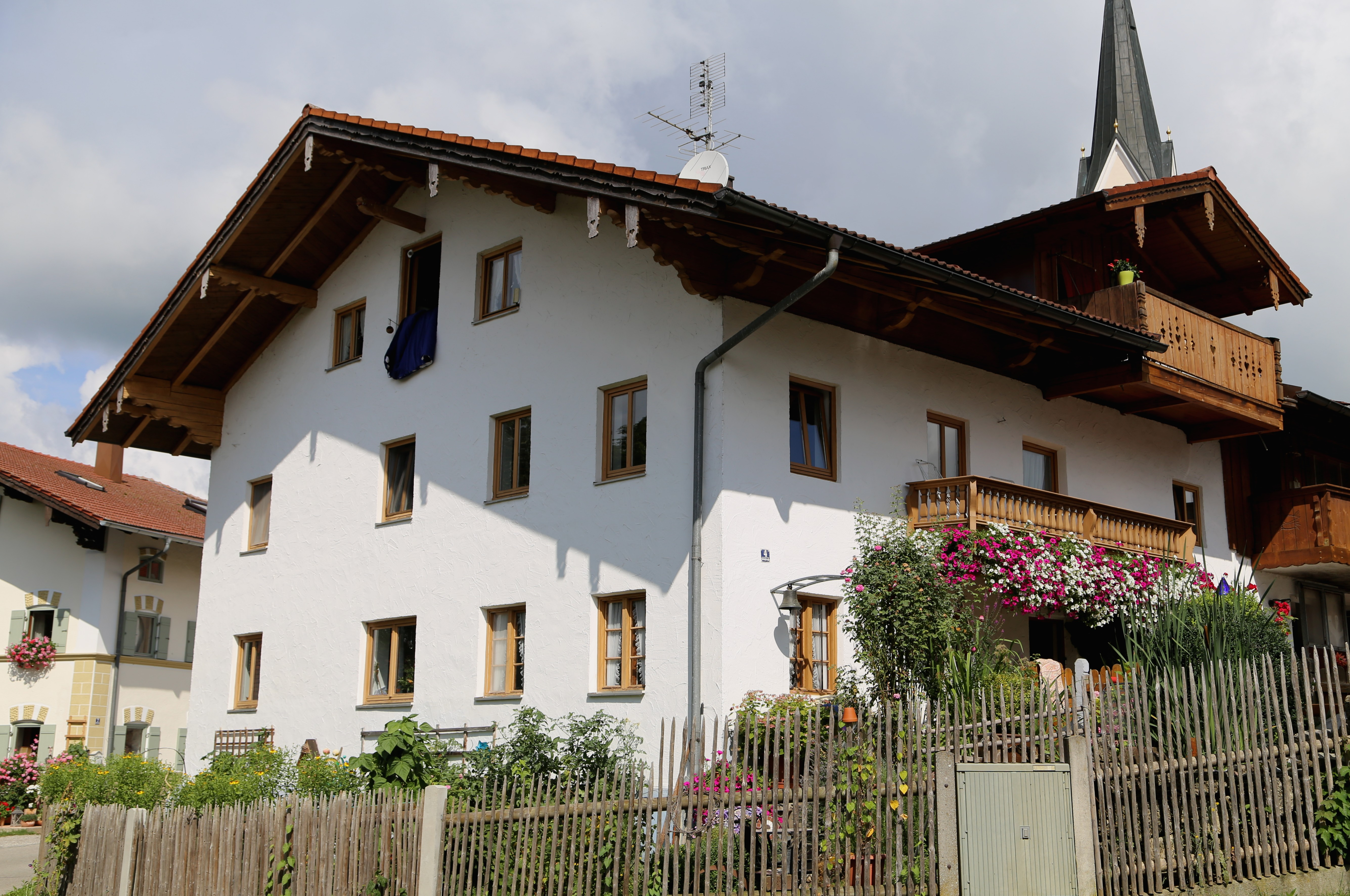
Bauernhaus, Schloßstraße 4
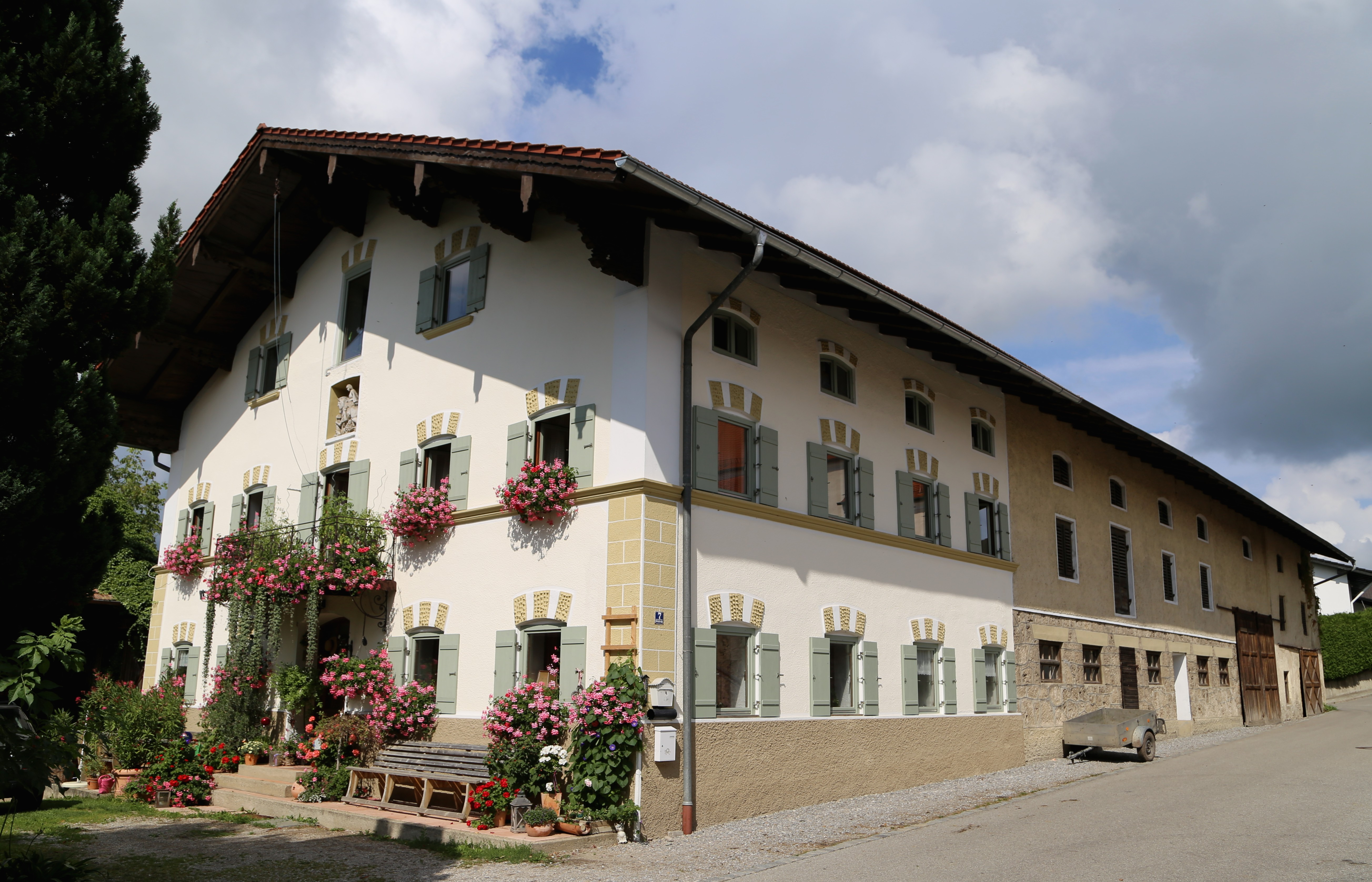
Einfirsthof, Schloßstraße 7